# Olga Kocharovskaya
Olga Kocharovskaya  (* 1956) ist eine russisch-US-amerikanische Physikerin, die sich mit Nichtlinearer Optik, Quantenoptik und Lasern befasst.

## Leben
Kocharovskaya studierte an der Staatlichen Universität Gorki, an der sie 1978 ihren Abschluss in Physik machte und 1986 promoviert wurde. 1986 bis 1998 war sie am Institut für Angewandte Physik der Russischen Akademie der Wissenschaften in Nischni Nowgorod  – nach der Habilitation (russischer Doktortitel) 1996 als leitende Wissenschaftlerin – und gleichzeitig 1990 bis 1996 an der Freien Universität Brüssel (bei Paul Mandel). 1998 wurde sie Associate Professor und 2001 Professor an der Texas A&M University. Seit 2006 hat sie dort den Rang Distinguished Professor.
Sie schlug unabhängig von Stephen E. Harris (1989, experimentell von ihm 1990 realisiert) mit Ya. I. Khanin elektromagnetisch induzierte Transparenz (EIT) vor Ebenfalls unabhängig von Harris schlug sie 1988 Laser ohne Inversion vor (Lasing without Inversion, LWI), was 1993 experimentell bestätigt wurde.
2001 schlug sie als Anwendung des EIT des Einfrieren eines Lichtpulses vor, was experimentell am JET Propulsion Laboratory 2004 bestätigt wurde. In den 2000er Jahren dehnte sie die Theorie von EIT, LWI und Slow Light auf Festkörper aus mit dem Vorschlag neuer Typen von durchstimmbaren Festkörperlasern. 2006 demonstrierte sie EIT in Festkörpern bei Raumtemperatur.
1999 schlug sie die Möglichkeit der Manipulation von Gammastrahlen-Übergängen in Kernen über die Hyperfeinstruktur-Kopplung an die mit Lasern manipulierten elektronischen Übergänge vor. 2002 konnte so EIT bei Kernübergängen demonstriert werden durch Zusammenarbeit ihrer Gruppe mit einer Gruppe der Katholischen Universität Löwen. Später wurde auch die Manipulation des Mößbauer-Spektrums mit Lasern nachgewiesen.
1996 erhielt sie einen Preis der Russischen Föderation als herausragende Nachwuchswissenschaftlerin (Preis des Präsidenten der Russischen Akademie der Wissenschaften). 1998 erhielt sie den Willis-E.-Lamb-Preis. Sie ist Fellow der American Physical Society (2005) und der Optical Society of America (1997). Für 2024 wurde ihr der Herbert-Walther-Preis zugesprochen.

## Schriften
- Amplification and Lasing without Inversion. Physics Reports, Band 219, 1992, S. 175–190 (Sammelband zur 20. Solvay-Konferenz über Quantenoptik).